# نیروگاه هسته‌ای کومانچه پیک
نیروگاه هسته‌ای کومانچه پیک (به انگلیسی: Comanche Peak Nuclear Power Plant) (در ۱۰۰ کیلومتری جنوب غربی دالاس-فورت وورث، تأسیس ۱۹۹۰) یکی از نیروگاه‌های آمریکا است از نوع نیروگاه هسته‌ای با ظرفیت تولید ۲۳۰۰ مگاوات که شامل دو رآکتور ساخت وستینگهاوس است.